# Vlčetínec
Vlčetínec (německy Wilschetinetz) je obec v okrese Jindřichův Hradec v Jihočeském kraji. Žije zde 51 obyvatel.

## Historie
Osada Vlčetínec se nazývala ve starších dobách Vlčetín a vznikla asi ve 13. století. První zmínka o ní je roku 1359, tenkrát držel Kamenici, a tedy i obec Vlčetín Dobeš z Bechyně. V Kamenici k oslavě Václava II. a dcery jeho Elišky založil špitál, čili dům chudých. Na jeho vydržování přikázal příjmy ze vsi Vlčetína.
Po vymření rodu pánů z Bechyně roku 1389, patřilo kamenické panství – i obec Vlčetín – pánům z Ústí, potom pánům ze Stráže, později pánům ze Šternberka, koncem 15. století koupili panství rytíři z Leskovce, po nichž přišli rytíři Malovcové z Malvic (roku 1549 je ves Vlčetín spolu s ostatním kamenickým panstvím jmenována přímo jako majetek Malovců).
Roku 1618 v době stavovského povstání proti králi Ferdidnandovi II. patřil Vlčetín Zikmundu Matěji Vencelíkovi z Vrchovišť, majiteli kamenického panství. Tomu byl pro účast na povstání vzat všechen majetek a roku 1623 prodán – tj. město a zámek Kamenice, město Černovice a 27 vesnic, včetně Vlčetína – Španělu Jindřichu Paradysovi z Eskavie. Ten ale zemřel roku 1638 bez vlastních dědiců a jeho statky byly rozděleny na dva díly. Jeden díl – Černovice, v něm i ves Vlčetín, zdědil Martin Jindřich Paradys z Eskavie.
Pozdější majitelé panství Kamenice, ke kterému patřil i Vlčetínec, se po sobě rychle střídali. Roku 1799 to byl Jan Nádherný, roku 1806 Jan Josef Rilke, roku 1821 Eugen Vratislav z Mitrovic, roku 1825 Jan Kaňka. Roku 1831 koupil panství Kamenice Jan Jindřich, svobodný pán z Geymüller, v jehož rodě trval až do roku 1848, kdy byla zrušena robota, rolníci se stali svobodnými a obce svéprávnými (jak zaznamenal 1. srpna 1929 řídící učitel Karel Tikal).

## Památky a zajímavosti
- Ve vsi se nacházejí tři křížky – dva na jihozápadě a jeden v centru.
- Na návsi stojí zrekonstruovaná kaple se zvoničkou.
- U stavení čp. 12 rostly dvě lípy a olše – památné stromy č. 102925 dle AOPK. Jedna z lip byla poražena.

## Galerie

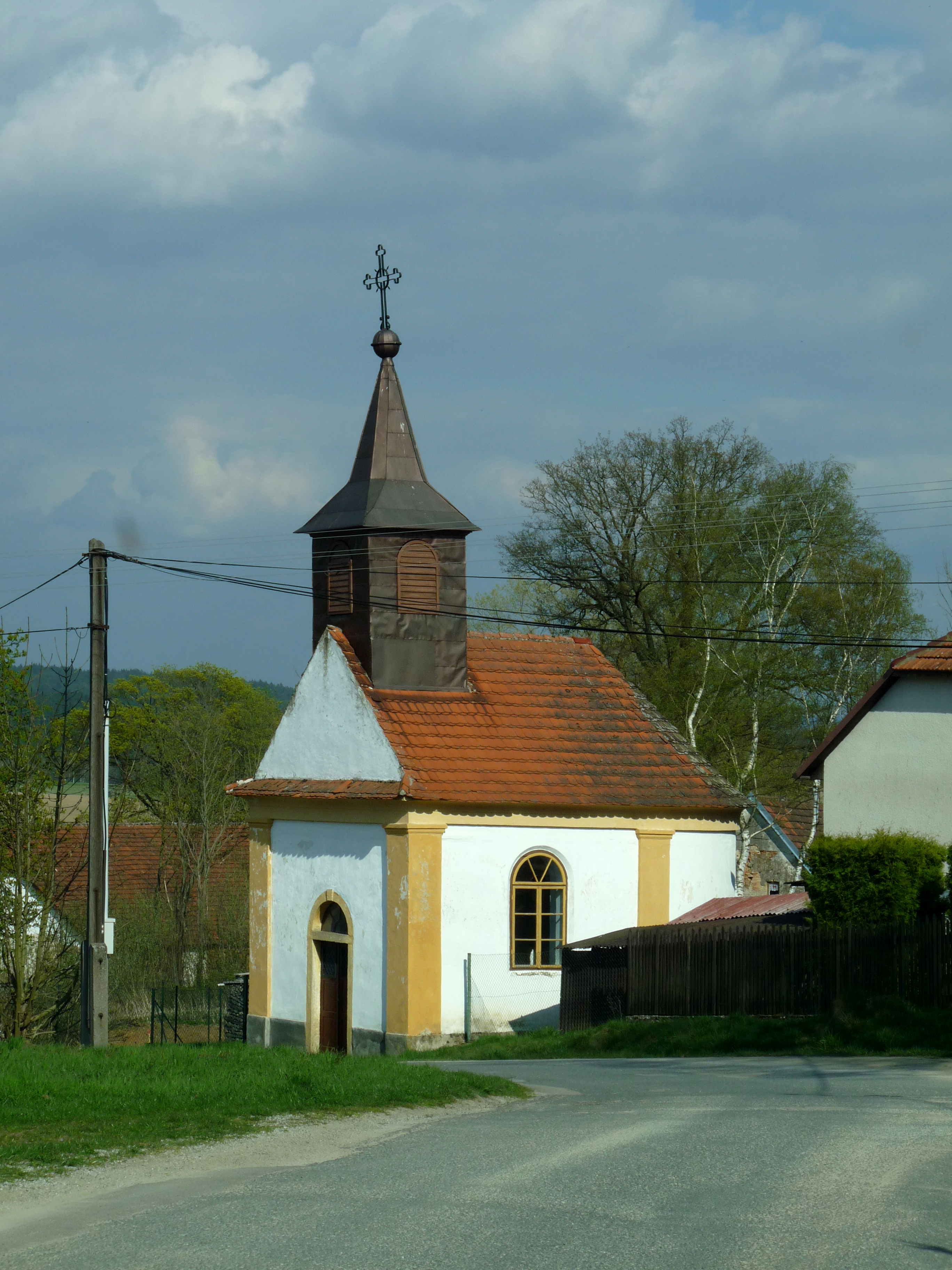
Kaple
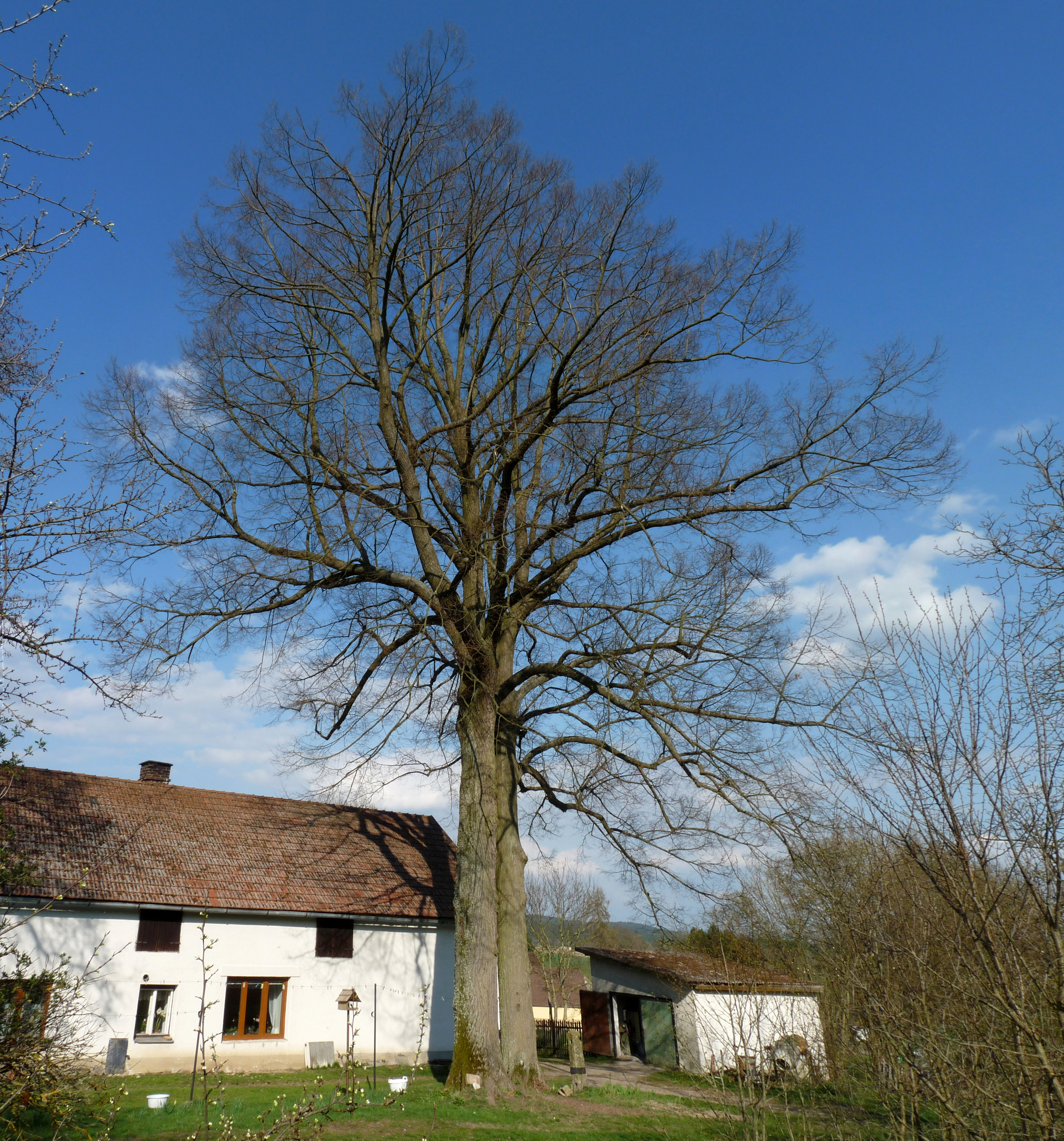
Památná lípa
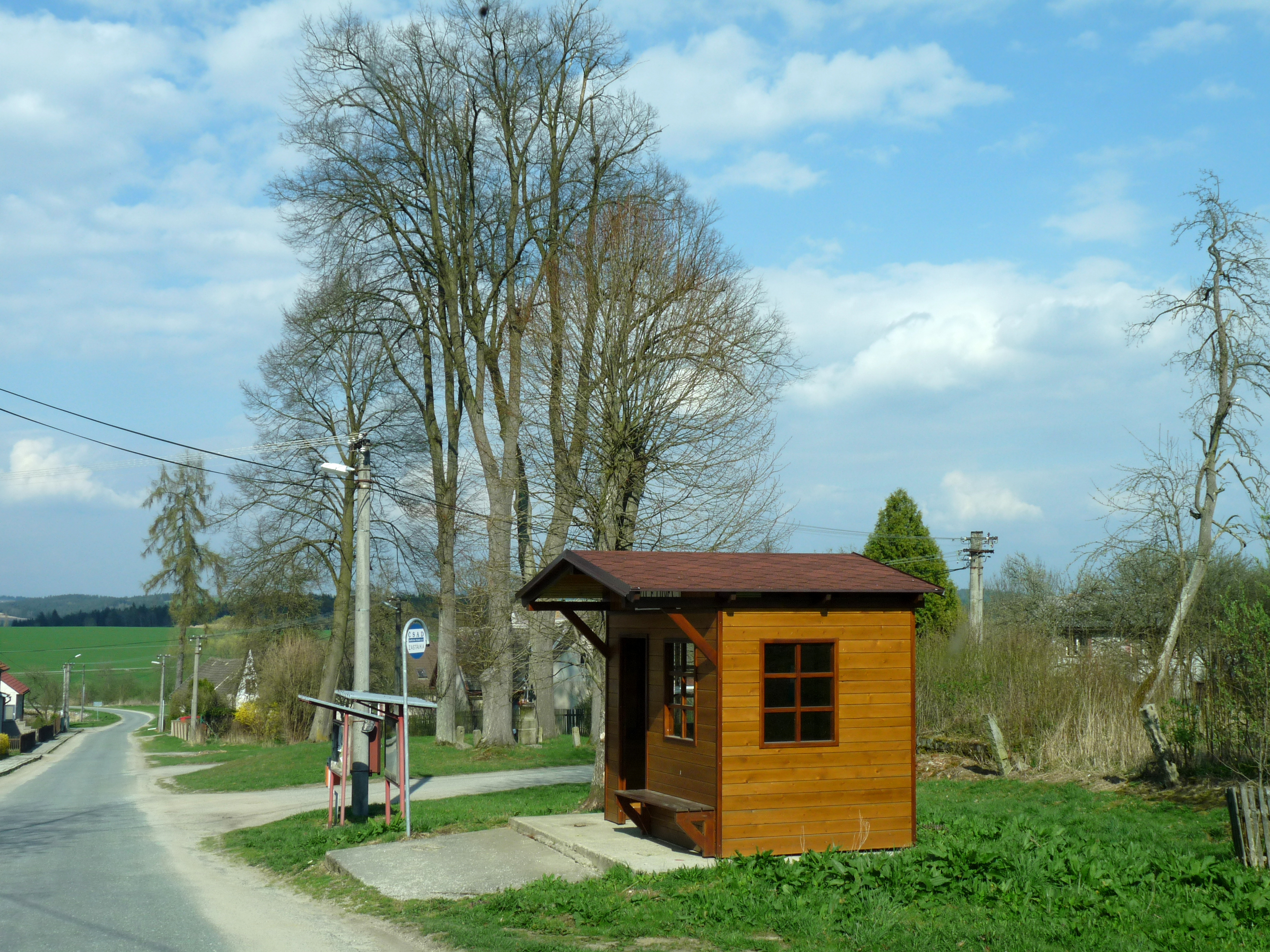
Zastávka autobusu
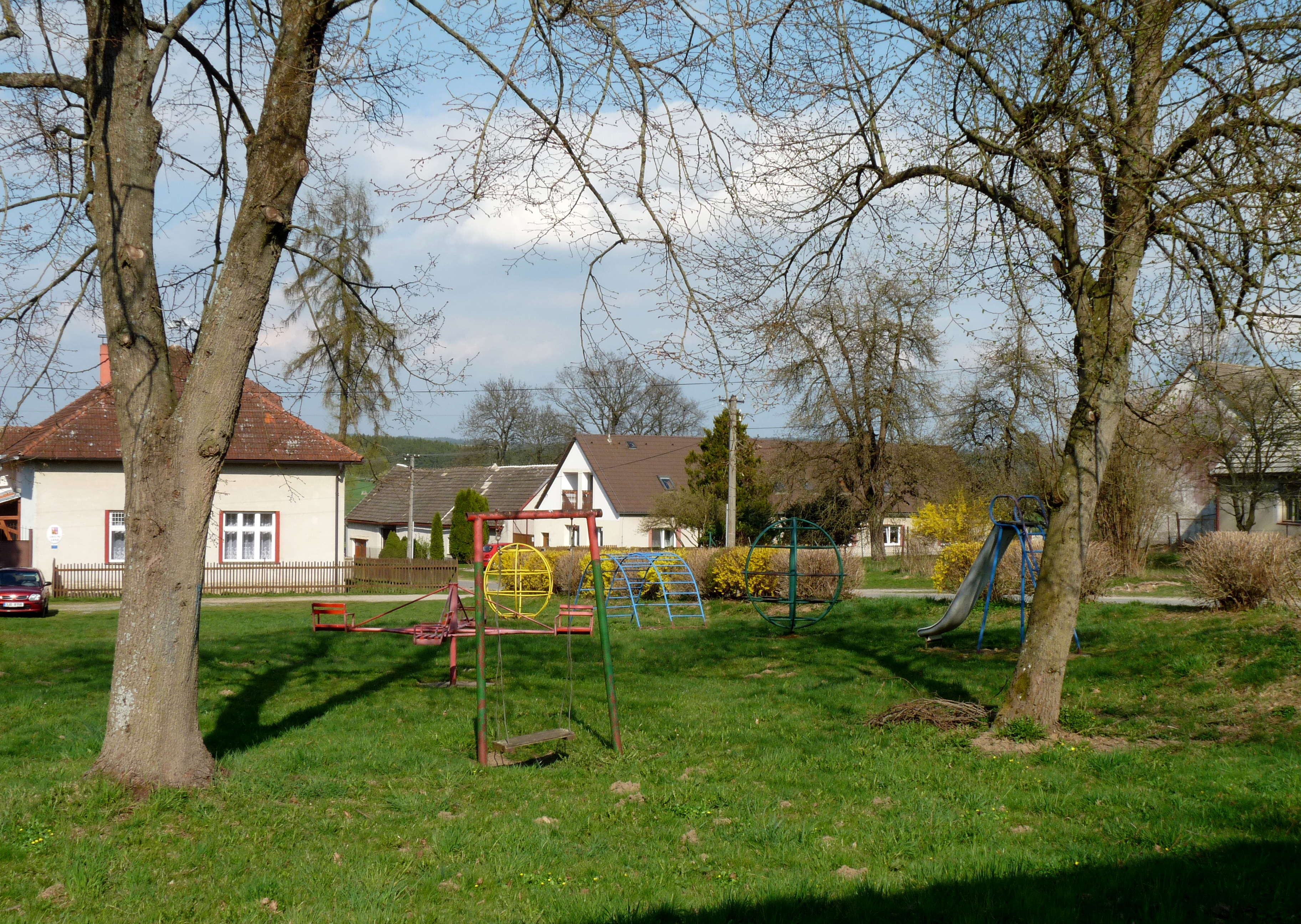
Hřiště
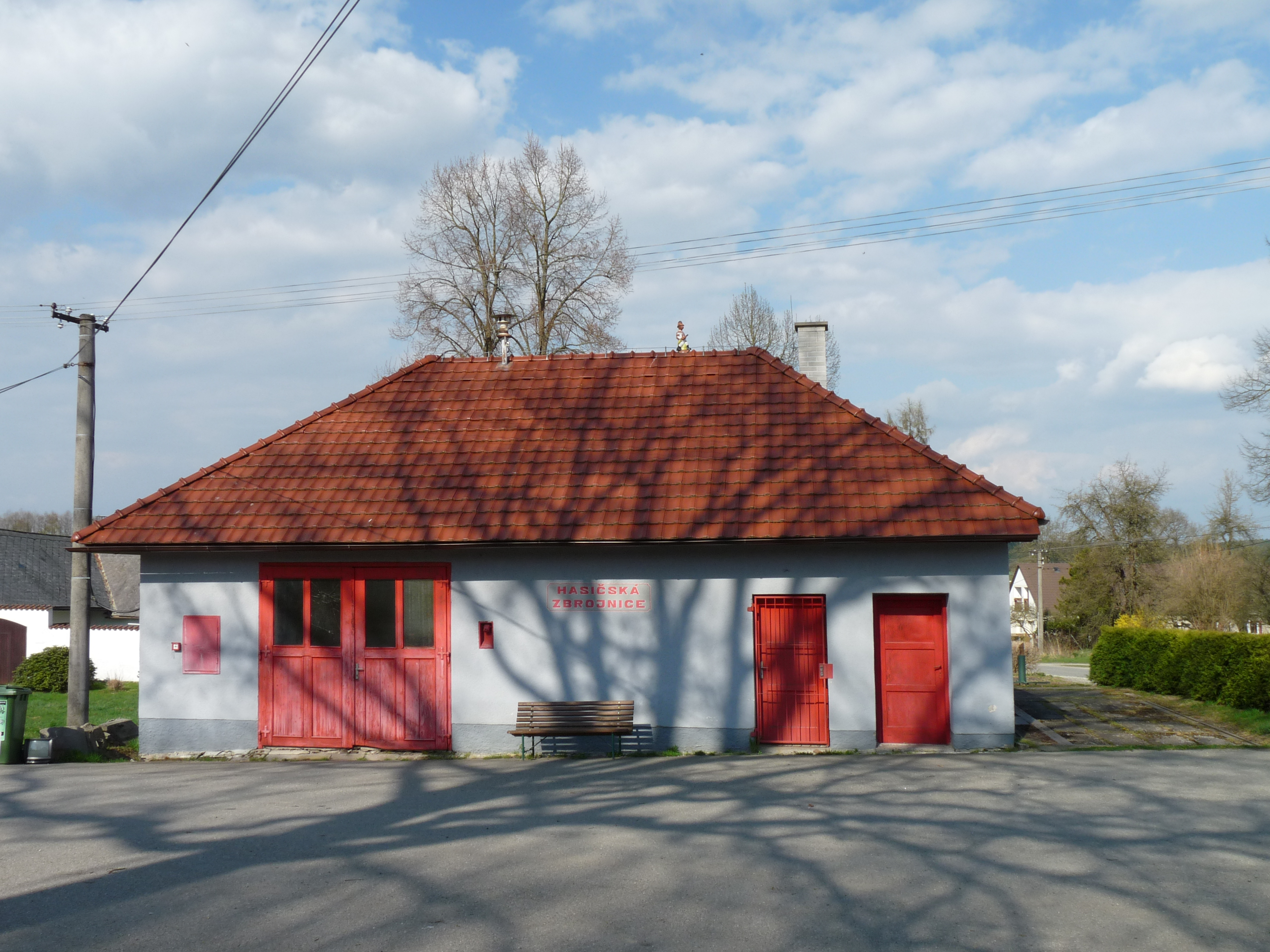
Požární zbrojnice
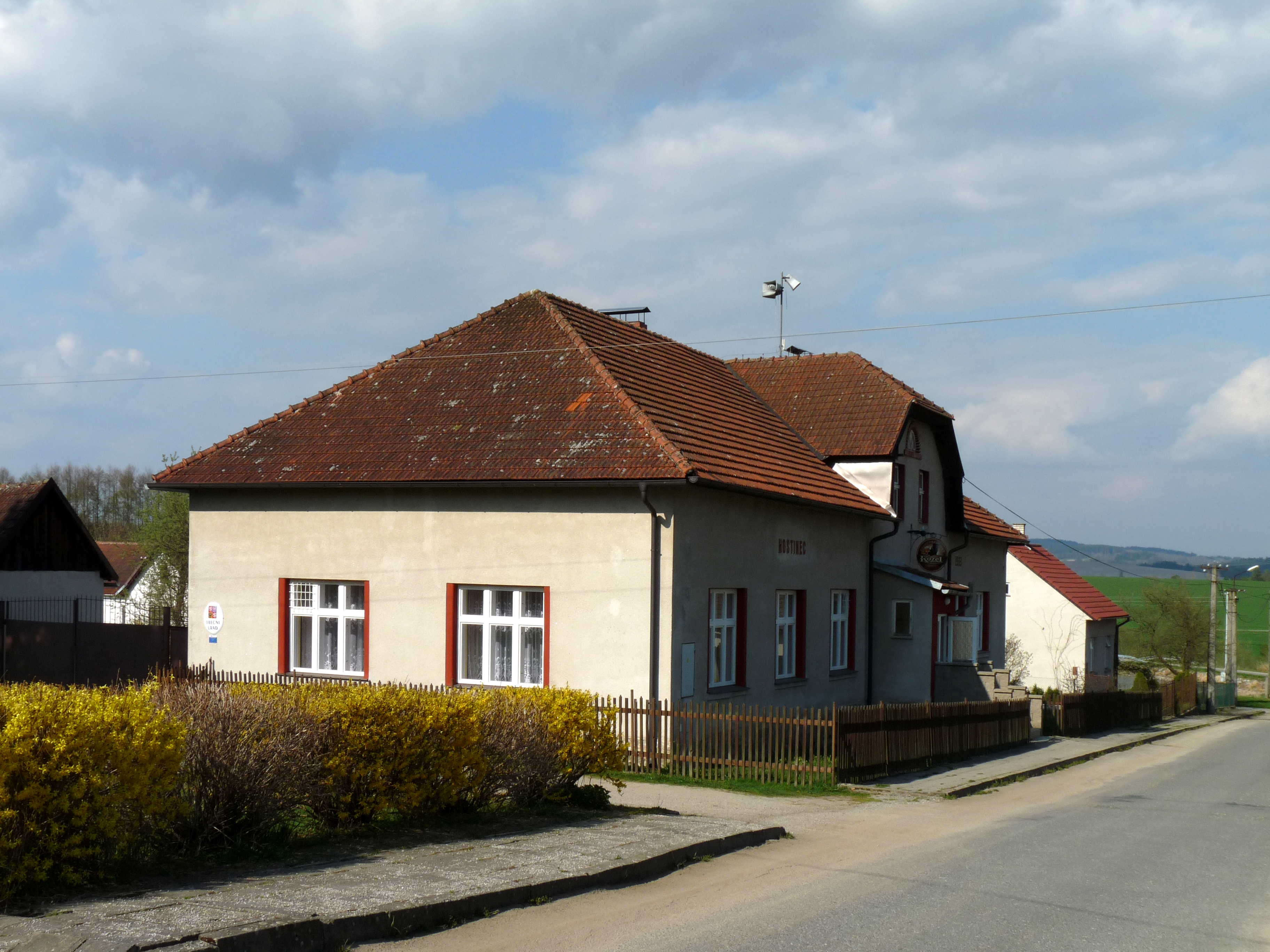
Hospoda a obecní úřad